# American Standard Version

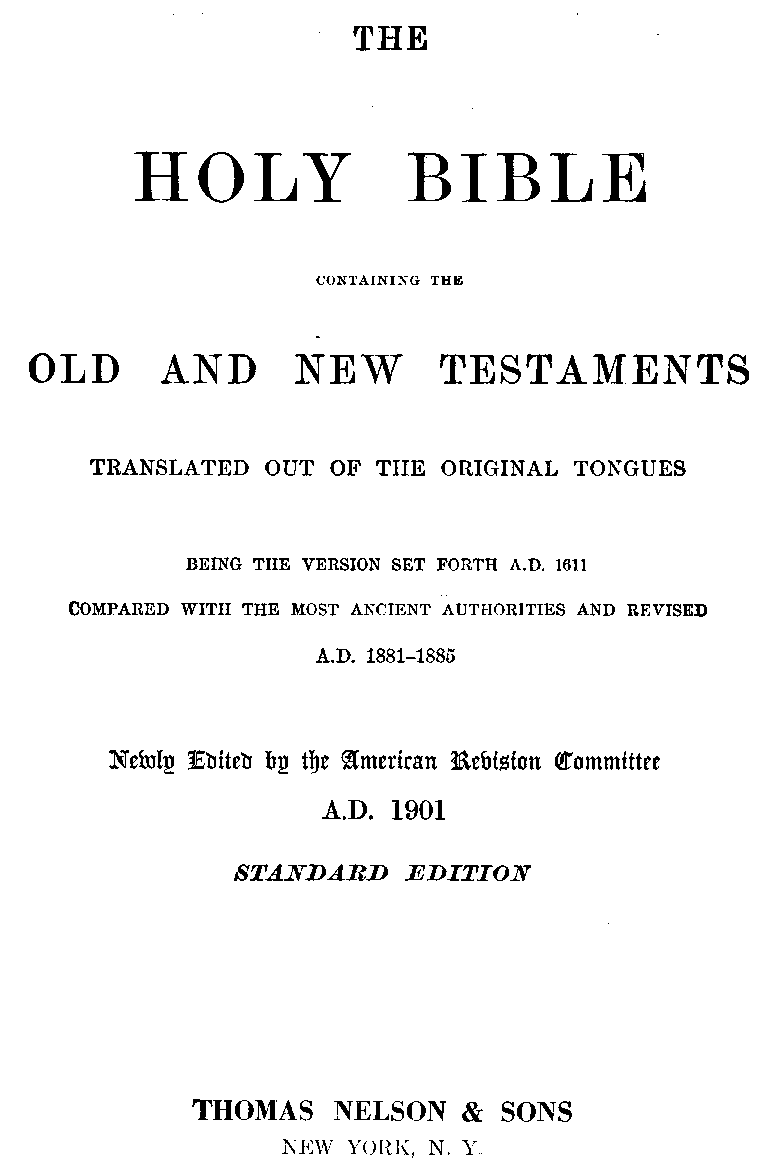
Titelblatt der American Standard Version

Die American Standard Version (ASV) mit vollem Titel The American Standard Version of the Holy Bible (Alternativtitel auch American Revised Version, Standard American Edition) ist eine englischsprachige Bibelübersetzung aus dem frühen 20. Jahrhundert mit Hauptverbreitungsgebiet in Nordamerika. Die ASV wurde zuerst 1901 im New Yorker Verlag Thomas Nelson & Sons herausgegeben. Eine rezente Nachfolgeübersetzung ist die seit 1959 herausgegebene Revisionsausgabe der New American Standard Version. Basis der ASV ist die Revised Version von 1881, eine Überarbeitung der King-James-Bibel. Die ASV gilt daher als amerikanisches Äquivalent der britischen Revised Version.

## Merkmale
Die göttliche Namen JHWH (Tetragrammaton) wird an den Belegstellen im Text des Alten Testaments konsequent mit der Form Jehovah anstatt der üblichen Form der Wiedergabe in den Kapitalen LORD (der HERR) und GOD, wie in der Ausgangsversion der King-James-Bibel. Der Grund für diese Änderung zur gängigen Praxis der Wiedergabe wird im Vorwort (Preface iv) der Übersetzer erklärt, dass „... die amerikanischen Revisoren ... der einstimmigen Überzeugung sind, dass ein jüdischer Aberglaube, der den göttlichen Namen als zu heilig angesehen hat, um ausgesprochen zu werden, nicht mehr in der englischen oder jeder anderen Version des Alten Testaments dominieren sollte.“ Weitere marginalere Veränderungen gegenüber der KJV betreffen grammatikalische Anpassungen an ein zeitgenössisches moderneres Englisch, sowie die Ausdrucksformen bestimmter Begriffe wie zum Beispiel anstatt des Holy Ghost der Holy Spirit.

## Revisionen
Die ASV ist die Grundlage von vier englischsprachigen Revisionsübersetzungen.
- Die Revised Standard Version, 1971 [1946–1952]
- Die Amplified Bible, 1965
- Die New American Standard Bible, 1995 [1963–1971]
- Die Recovery Version, 1999